# Punta Concepción
Punta Concepción (del inglés: Point Conception) es un cabo localizado en el extremo sur del condado de Santa Bárbara en el Océano Pacífico en California, Estados Unidos.

## Toponimia
La Punta Concepción deriva su nombre de La Misión de la Purísima Concepción de la María Santísima, la cual fue establecida en Lompoc en 1787.